# Ida Fillingsnes
Ida Fillingsnes (født 30. juni 1990) er en norsk atlet (løber) som bor i København, hvor hun repræsenterer Københavns IF. Hun repræsenterer Skien klubben Herkules Friidrett i Norge.
På nationalt plan, har Fillingsnesen medalje fra de norske mesterskaber i atletik, 2010 fik hun med tiden 2,13,65 bronze på 800 meter bag Ingvill Måkestad Bovim og Frida Thorsås. Samme år deltog hun i junior-NM og vandt guld på 800 meter (2,15,61) og bronze på 1500 meter (4,42,36) i U23-klassen.
Fillingsnes debuterede på det norske landshold 2012 i indendørs landskampen mellem Sverige, Norge og Finland i den norske by Steinkjer. 

## Norske mesterskaber
- Sølv 2013 800 meter inde
- Bronze 2010 800 meter

## Danske mesterskaber
- Guld 2013 4 x 400 meter
- Guld 2012 4 x 400 meter

## Personlige rekorder
- 800 meter: 2.09,95 Oslo (Bislett Stadion) 3. juli 2009